# Анна Курникова
Анна Сергеевна Курникова (на руски: Анна Сергеевна Курникова) е руска тенисистка, родена на 7 юни 1981 г. в Москва. По-късно нейното семейство емигрира в Маями, Флорида.

## Кариера
Анна започва да играе тенис на 5-годишна възраст, като се записва в седмична спортна детска програма. Нейната първа треньорка е Лариса Преображенская.
През февруари 1992 г. тя заминава да тренира в школата на Ник Болетиери във Флорида, САЩ.
Курникова дебютира като професионална тенисистка през 1995 г. в Москва (6:4,3:6,6:3 срещу германката Маркета Кохта).
По-големите успехи на Курникова са свързани с победи на двойки, където е достигала до №1 в ранглистата през ноември 1999 г. Най-високото ѝ класиране поединично е №8 през ноември 2000 г. А през 1999 г. и 2002 г. печели Откритото първенство на Австралия на двойки в тандем с Мартина Хингис. През същата 1999 г. двете играят и финал на Откритото първенство на Франция. Анна има и доста успехи на смесени двойки - през 1999 г. играе финал на Уимбълдън с Йонас Бьоркман, година по-късно и на Откритото първенство на САЩ с Макс Мирни. През 2003 г. стига до втори кръг на Аустрелиън Оупън заедно с Алекс Богомолов.
На сингъл Курникова има множество успехи. Въпреки че никога не печели титла, тя играе на четири финала:
- 1998 г.- Маями (загуба от Винъс Уилямс)
- 1999 г.- Хилтън Хед Айлънд (загуба от Мартина Хингис)
- 2000 г.- Москва (загуба от Мартина Хингис)
- 2002 г.- Шанхай (загуба от Анна Смашнова)

Други нейни успехи са полуфинал на Уимбълдън през 1997 г., където постига победи над №7 Анке Хубер; №4 Ива Майоли и Хелена Сукова, но губи от Хингис. Достига до четвъртфинал на Аустрелиън Оупън през 2001 г. Тук тя постига победи над Даниела Хантухова; Барбара Шет; Барбара Ритнер, но отпада от Линдзи Дейвънпорт.
Списанието People я поставя в своята класация за 50-те най-красиви личности в света през годините 1998, 2000, 2002 и 2003.